# انتخابات الرئاسة التشيكية 2018
انتخابات الرئاسة التشيكية 2018 هي الانتخابات الرئاسية التي جرت في 13 يناير 2018
26 يناير 2018
14 يناير 2018
27 يناير 2018، لانتخاب رئيس جمهورية التشيك، فاز بالانتخابات ميلوش زيمان.

## المرشحين
| المرشح              | الحزب | عدد الأصوات |
| ------------------- | ----- | ----------- |
| Jiří Drahoš ‏        |       |             |
| Pavel Fischer ‏      |       |             |
| Petr Hannig ‏        |       |             |
| Marek Hilšer ‏       |       |             |
| Michal Horáček ‏     |       |             |
| Jiří Hynek ‏         |       |             |
| Vratislav Kulhánek ‏ |       |             |
| ميريك توبولانيك     |       |             |
| ميلوش زيمان         |       |             |